# 伯夫龙
伯夫龙（法語：Beuvron，法語發音：[bøvʁɔ̃] ⓘ）是法国涅夫勒省的一个市镇，属于克拉姆西区。

## 地理
伯夫龙（47°21'33"N, 3°29'38"E）面积9.5 平方千米，位于法国勃艮第-弗朗什-孔泰大區涅夫勒省，该省份为法国中部省份，北至约讷省，西北接卢瓦雷省，西接谢尔省，南至阿列省，东南接索恩-卢瓦尔省，东临科多尔省。
与伯夫龙接壤的市镇（或旧市镇、城区）包括：坎西莱瓦尔济、塔科奈、格勒努瓦、帕里尼拉罗斯、圣日耳曼德布瓦。

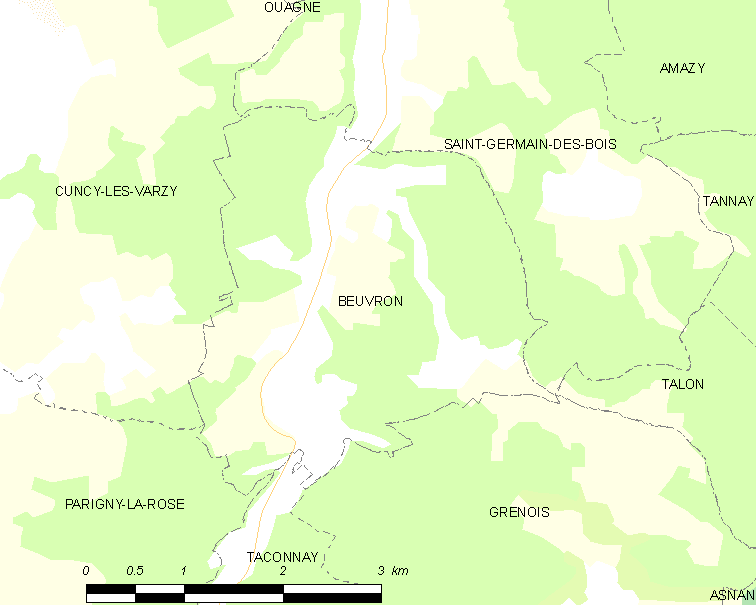
伯夫龙的OSM定位图

伯夫龙的时区为UTC+01:00、UTC+02:00（夏令时）。

## 行政
伯夫龙的邮政编码为58210，INSEE市镇编码为58029。

## 政治
伯夫龙所属的省级选区为科尔比尼县。

## 人口

1962-2008年间伯夫龙人口变化图示

伯夫龙于2022年1月1日时的人口数量为86人。